# ألان سالانجسانج
ألان سالانجسانج مواليد 15 أكتوبر 1976 في بامبانغا، هو لاعب كرة سلة فلبيني معتزل. بدأ مسيرته الاحترافية في سنة 2004. حمل الرقم 24. يبلغ طوله 6 قدم 5 بوصة (2.0 م). مثّل منتخب بلاده. اعتزل اللعب في 2014.

## المسيرة الاحترافية
لعب مع تي إن تي كاتروبا من سنة 2004 إلى 2006، ثم لعب مع بارانجي جينبرا سان ميغيل في سنة 2006، ثم لعب مع باوريد تايغرز في موسم 2006–2007.